# Юн Йо Джон
Юн Йо Джон (на корейски: 윤여정) е южнокорейска актриса.

## Биография
Родена е на 19 юни 1947 година в Кесън, днес в Северна Корея, но израства в Сеул. Започва да следва корейски език и литература в Ханянския университет, но прекъсва образованието си през 1967 година, когато започва да се снима в телевизията. Получава широка известност още първите си роли в киното – в 화녀 (1971) и 충녀 (1972), а през следващите години играе в множество филми и сериали. За ролята си в американския филм „Минари“ (Minari, 2020) получава „Оскар“ и Наградата на БАФТА на поддържаща женска роля.